# Àngel Mifsud i Ciscar
Àngel Mifsud i Ciscar (Tavernes de la Valldigna, 10 de novembre de 1954 – Menorca, 22 de desembre de 2012) fou un poeta, lingüista i professor valencià.
Es llicencià en Filosofia i Lletres per la Universitat de València l'any 1976. Començà a fer feina com a professor substitut a Catalunya el curs 1979-1980. El 1982 aprovà les oposicions de professor de secundària de la Llengua catalana i, durant dotze anys, exercí la seva professió a l'IES Bruguers de Gavà, al Baix Llobregat. Posteriorment, el curs 1994-1995, va demanar -i se li va concedir- trasllat a l'IES Joan Ramis i Ramis (Maó), on feu classes de la seva matèria fins al curs 2004-2005, en què va haver de demanar una comissió de serveis per malaltia, la qual li va permetre fer tasques relacionades amb l'institut, però fora de la docència estricta. Això -la docència- era una de les coses que més trobava a faltar moltes vegades. Era membre numerari de la secció de Llengua i Literatura de l'Institut Menorquí d'Estudis (IME) i estava casat amb la filòloga menorquina Josefina Salord i Ripoll.
L'apassionava el coneixement, especialment el de tot allò relacionat amb la llengua. I, evidentment, li agradava escriure -des d'una instància al text més creatiu-, però no es considerava poeta: «un poeta és aquell que té un neguit constant, quotidià, d'expressar-se; i jo m'exprés, amb la paraula, sovint, però també amb els pinzells, de vegades». Fou un home de molta sensibilitat que, més enllà de la poesia i la pintura, també es va materialitzar en el compromís social i polític.
Morí el 22 de desembre de 2012 a Menorca, als cinquanta-vuit anys.

## Poesia
Quan se'l demanava per la seva poesia, responia: «la poesia vol densitat. La meva poètica vol moure's en dues coordenades: la primera, parlar sobre l'ample oceà que és l'experiència humana; i la segona -que té dos vessants-, expressar aquesta experiència amb la forma més ajustada i bella possible, i d'una manera que sigui accessible a un lector mitjà. Accessible amb un cert esforç -és clar-, perquè sense artifici no hi ha poesia». La seva poesia és, doncs, d'una temàtica molt vasta que s'expressa per mitjà de les experiències humanes més íntimes però que no defuig les problemàtiques del col·lectiu humà.
Participà en dues ocasions al recital Illanvers. La seva obra poètica publicada es troba recollida en toms col·lectius:
- Menorca tot just ahir, d'Antoni Vidal Miquel (1999), acompanyant fotografies de l'autor.
- Quatre postals sense destinatari (2004) on els seus poemes acompanyen una sèrie de gravats de diferents artistes editats per la secció menorquina d'Amnistia Internacional.
- Roques de Menorca, d'Antoni Vidal Miquel (2005), acompanyant fotografies de l'autor.
- Illanvers 3 (Illanvers, 2006).
- Tots els éssers. Poetes de Menorca pels drets humans (2007), editat per Amnistia internaciona amb il·lustracions de Dolores Boettcher.
- Vestits de ceba, d'Antoni Vidal Miquel (2012), acompanyant fotografies de l'autor.
- Illanvers 9 (Illanvers, 2012).

També edità, juntament amb Joan Francesc López Casasnovas, 2002, una antologia de joves poetes menorquins, dins de la col·lecció «Xibau» de l'Institut Menorquí d'Estudis i prologà l'edició facsímil de l'obra publicada el 1857 Exposició de l'estat actual de l'agricultura a l'illa de Menorca de Juli Soler i Siquer editada el 2002 dins la Col·lecció Ahir i avui d'Edicions Nura.

## Altres obres
Com a lingüista va estudiar la situació del català a Menorca, a partir del cens de 1991, quelcom que es publicà a la revista Lluc amb el títol de «La llengua de Menorca, un missatge en un bòtil». Revisà la tesi doctoral del catedràtic i editor Lluis Casasnovas Marquès sobre la toponímia menorquina. Va participar en la publicació de les obres completes de l'il·lustrat menorquí Antoni Febrer i Cardona, una iniciativa conjunta de l'Institut Menorquí d'Estudis, l'Institut d'Estudis Catalans i Publicacions de l'Abadia de Montserrat. L'any 1999 edità la Vida popular del metge Francesc Camps d'Albranca escrita per la seva filla Maria Dolors Camps Riudavets dins de la col·lecció «Petit Format» de l'Institut Menorquí d'Estudis (IME), que el 2009 tingué una segona edició. Finalment, també s'encarregà de confeccionar una antologia de l'obra catalana del poeta Gumersind Riera dins la mateixa col·lecció.